# Surrounded
"Surrounded" je četvrta pjesma s albuma Images and Words (izdan 1992. godine) američkog progresivnog metal sastava Dream Theater. Osim na studijskom izdanju pjesma je još uključena u europsko izdanje albuma Live at the Marquee i DVD video izdanje Images and Words: Live in Tokyo.
Pjesma je napisana u 9/8 mjeri. Tekst pjesme napisao je klavijaturist Kevin Moore. Pjesma "Surrounded" je izrazito duhovnog karaktera, a posvećena je prvom velikom afričko-američkom tenisaču Arthuru Asheu koji je tragično umro od AIDS-a.
Studijsko izdanje pjesme traje 5 minuta i 30 sekundi. Sastav ponekad uživo ovu pjesmu oduži i do 9 minuta, često ubacivajući citate iz pjesme "Mother" sastava Pink Floyd i "Sugar Mice" sastava Marillion.

## Izvođači
- James LaBrie - vokali
- John Petrucci - električna gitara
- John Myung - bas-gitara
- Mike Portnoy - bubnjevi
- Kevin Moore - klavijature